# Петър Миятев
Петър Димитров Миятев е български историк, филолог и архивист, професор.

## Биография
Роден е на 20 юли 1906 г. в Пещера. В периода 1925 – 1927 г. следва история и право в Софийския университет. През 1931 г. завършва турска филология в Университета в Будапеща като доктор по философия. През 1931 – 1932 г. специализира в Цариград, след което е уредник на Археологическия музей в Пловдив (1932 – 1933). През 1934 г. работи като учител в София. В периода 1935 – 1942 г. завежда Ориенталския отдел на Народната библиотека в София. От 1942 до 1945 г. е директор на Българския институт при Университета в Будапеща и преподавател по българска история и езикознание. През 1945 – 1947 г. преподава унгарски език в Софийския университет, а от 1947 до 1949 г. е уредник на Архивния отдел при Българска академия на науките. В периода 1949 – 1959 г. е заместник-директор на Архивния институт при БАН и е избран за старши научен сътрудник. От 1960 до 1964 г. е старши научен сътрудник в Института за история при БАН. През 1964 – 1971 г. е старши научен сътрудник в Института за балканистика при БАН, а от 1967 до 1971 г. е и завеждащ секция „Извори“ в него. В периода 1971 – 1976 г. е професор в Института за балканистика при БАН. Умира през 1991 г. в София.